# Таллахасси (Однажды в сказке)
«Таллахасси» (англ. Tallahassee) — шестой эпизод американского телевизионного сериала в жанре фэнтези «Однажды в сказке».

## Сюжет

### В Зачарованном лесу
Белоснежка (Джиннифер Гудвин), Эмма (Дженнифер Моррисон), Мулан (Джейми Чон), Аврора (Сара Болджер), и Капитан Крюк (Колин О’Донохью) приходят к бобовому стеблю. Крюк объясняет, что волшебные бобы выращивали великаны, которые использовали их, чтобы грабить другие миры, пока не были побеждены человеком по имени Джек. Гиганты уничтожили бобы, а волшебный компас является частью их сокровищ. Крюк говорит, что бобовый стебель заколдован, чтобы люди не забирались больше на него. Кора дала ему два заколдованных браслета — один для него, другой он может дать другому человеку, и Эмма настаивает на том, чтобы она пошла с пиратом. Мулан даёт им сонный порошок из мака, и Свон тайно поручает ей срубить бобовый стебель, если они не вернутся через 10 часов.
Эмма и Крюк достигают вершины бобового стебля, где они вырубают великана (Хорхе Гарсиа) волшебным порошком и начинают свои поиски в его сокровищнице. Они находят скелет Джека, и Эмма спасает спутника, который чуть не перешёл нить, после чего попал бы в клетку. Прежде чем они начали искать компас, гигант просыпается и преследует их. Крюк завален под обломками, но Эмме удаётся поймать гиганта в клетку. Великан даёт ей компас и ждёт, когда она убьёт его, потому что думает, что все люди — зло, но та не делает это. Когда она уходит, великан освобождается и позволяет Эмме уйти с компасом в благодарность за то, что она его не убила. Эмма также просит его не выпускать Крюка в течение 10 часов и привязывает пирата наручниками к столбу в случае, если он собирался предать её.
На земле Снежка утешает Aврору, которая страдает от ночных кошмаров. Это побочный эффект из-за проклятия сна, после которого обе проснулись. Принцесса описывает свой сон, в котором она оказалась в ловушке в красной комнате с красными занавесками без окон и дверей. Шторы были в огне, и она поняла, что ещё один человек также находился в противоположном углу комнаты, и он смотрел на неё сквозь пламя. 10 часов прошло, и Мулан начинает рубить бобовый стебель, но Белоснежка борется с ней даже после того, как та пояснила, что это была просьба Эммы. Свон возвращается, и её мать повторяет, что они вернутся в Сторибрук вместе.

### В прошлом персонажей
Одиннадцать лет назад (около 2001) в Портленде, штат Орегон, молодая Эмма крадёт жёлтую машину Volkswagen Bug, которая оказывается уже украденной мужчиной, который спал на заднем сидении. Мужчина представился как Нил Кэссиди (Майкл Реймонд-Джеймс) и оказывается, что он был человеком в эпизоде «Broken». Они становятся парой, живущей за счёт мелких преступлений, и путешествуют с места на место. В конце концов оба решили жить на одном месте, и Эмма, закрыв глаза и указав на случайное место на карте, выбирает Таллахасси. Тем не менее, Нил узнаёт, что он по-прежнему в розыске за кражу часов в Фениксе, и лучше всего бежать в Канаду. Эмма хочет поехать с любимым, но тот говорит, что не хочет подвергать её опасности. Девушка предлагает свою помощь в краже товара из камеры хранения, где их спрятал Нил, чтобы они смогли использовать деньги от продажи часов и уехать в Канаду вместе, и он соглашается. Она забирает часы и соглашается встретиться с Нилом после того, как он продаст их.
К Нилу подходит Пиноккио (Эйон Бэйли), уже под псевдонимом Августа У. Бута. Август напоминает ему в существовании магии, показывая содержимое коробки (которое остаётся невидимым для зрителей), а затем говорит о проклятии и судьбе Эммы. Для её же блага мужчина просит Нила, чтобы он оставил Эмму. Позже, на месте встречи, девушку арестовал офицер, который говорит ей, что Нил якобы позвонил в полицию. Её, донельзя потрясённую и убитую горем, арестовывают без сопротивления. Через два месяца Август и Нил встречаются в Ванкувере, и первый говорит, что Эмма приговорена к минимальному сроку, равному 11 месяцам тюрьмы общего режима. Нил просит Бута отдать заключённой жёлтый автомобиль и деньги от продажи часов. Август соглашается отправить ему открытку, когда она разрушит проклятие. В тюрьме Эмма получает пакет из Пхукета, в котором лежат ключи от машины, но не деньги. Также тест показал, что она беременна от Нила.

### В Сторибруке
Генри (Джаред Гилмор) пробуждается от кошмара и его утешает Дэвид (Джошуа Даллас). Он описывает сон, который является идентичным сну Авроры, в котором он видит женщину, глядя на него с другой стороны горящего угла.

### Открывающая сцена
В открывающей сцене появляется бобовый стебель.

## Съёмки
Сценарий для эпизода написала Джейн Эспенсон, режиссёром стал Дэвид М. Барретт.